# Luna l'héritière
Luna l'héritière (Luna, la heredera) est une telenovela colombienne en 120 épisodes de 45 minutes et diffusée entre le 24 juillet 2004 et le 21 août 2005 sur la chaîne Caracol Televisión.
En France, le feuilleton est diffusé à partir du 25 février 2008 sur France Ô puis rediffusée à partir du 18 février 2013 sur IDF1.
En Côte d’Ivoire le feuilleton a été diffusé de 2006 à 2007 sur RTI2 

## Synopsis
Luna, l'héritière est l'histoire d'amour entre Luna, une jeune femme de la côte qui doit abandonner sa maison et tout ce qu'elle possède à cause du meurtre de sa mère, et Mauricio García, un homme passionné et prospère qui veut se venger de son passé. .
Mauricio, en pleine vengeance, découvre qu'Esteban Lombardo, son pire ennemi, s’intéresse aux terres appartenant à Luna pour construire un complexe touristique, ce que Luna ne permettrait jamais. Mauricio décide alors d'aider la mère de Luna pour qu'elle ne vende pas son terrain, sans penser que l'intérêt de Lombardo pour le terrain était tel que la femme a fini par mourir pour avoir refusé de le vendre. Luna reste seule et pleine de ressentiment envers Mauricio García, pensant qu'il est responsable de tout ce qui s'est passé.
Luna arrive dans la ville pleine de douleur et de déception, où elle rencontre Rodrigo Lombardo, qui tombe profondément amoureux d'elle. Cependant, la jeune femme garde ses distances avec Rodrigo, car elle a Mauricio García dans son cœur et dans son esprit, luttant entre la haine et l'amour.
Mauricio découvre Luna dans la ville et veut l'aider, mais il se rend compte que la femme a une liaison avec Rodrigo Lombardo, le fils de son pire ennemi, Esteban Lombardo, et qui, selon Mauricio, est responsable de la mort de la mère de Luna.
Grâce aux intérêts d'une créatrice à l'âme féminine, Luna devient mannequin et, sans le savoir protégée par l'homme qui occupe son cœur, mais pas sa raison, Mauricio García, triomphe dans ce monde, désirant toujours rentrer chez elle et découvrir qui il était responsable de la mort de sa mère.
L'histoire d'amour entre Luna et Mauricio passe par l'envie, la manipulation, les mauvaises herbes et de nombreuses passions... les deux sont déchirés entre la haine et l'amour infini, entourés de nombreux personnages qui, en raison d'intérêts obscurs, font tout leur possible pour ne pas se retrouver. ensemble.

## Distribution
- Gaby Espino : Luna Mendoza
- Christian Meier : Mauricio García
- Alejandra Sandoval : Alicia
- Gustavo Angarita (es) : Jacinto
- Bianca Arango : Katia
- Juan Carlos Arango : Ignacio
- Rita Bendek : Carlota
- Felipe Calero
- Saín Castro (es) : Silvio
- Naren Daryanani : Andres
- Alejandro de la Madrid (es) : Rodrigo Lombardo
- Aura Cristina Geithner (es) : Daniela
- Liliana Gonzalez : Margarita
- Armando Gutierrez : Ramiro Mijares
- Raul Gutierrez : Valencia
- Vicky Hernández (es) : Victoria
- Jorge Herrera (es) : Manuel
- Fernando Lara : Benito
- Alina Lozano (es) : Beatriz
- Julio César Luna (es) : Esteban Lombardo
- Andrea López : Paloma
- Gloria Montoya : Pilar
- Aura Helena Prada (es) : Helena
- Marta Liliana Ruiz : Susana
- Luis Fernando Salas (es) : Carlos
- Liliana Salazar : Monica
- Juan David Sanchez : Primo
- Alejandra Sandoval (es) : Alicia
- Danilo Santos (es) : Boris
- Fernando Solórzano (es) : Danny
- Didier van der Hove (es) : Erick
- Jimmy Vásquez (es) : Lucio